# Jeungpyeong-eup
Jeungpyeong-eup (koreanska: 증평읍)  är en köping i kommunen Jeungpyeong-gun i provinsen Norra Chungcheong i den centrala delen av Sydkorea, 110 km sydost om huvudstaden Seoul. Det är den administrativa huvudorten i Jeungpyeong-gun.